# Atomaria grossepunctata
Atomaria grossepunctata är en skalbaggsart som beskrevs av Edmund Reitter 1896. Atomaria grossepunctata ingår i släktet Atomaria, och familjen fuktbaggar. Arten har ej påträffats i Sverige.